# Зайков, Николай Васильевич
Николай Васильевич Зайков (род. 2 августа 1950) — монтажник по монтажу стальных и железобетонных конструкций Коломенской территориальной фирмы «Мостоотряд-125» (филиала ПАО «Мостотрест»), участник строительства Крымского моста, Герой Труда Российской Федерации (2020).

## Биография
Николай Васильевич Зайков родился 2 августа 1950 года. Из Коломны.
В 1970 году поступил на работу в систему строительства. В 1985 году перевёлся на транспортное строительство, став монтажником по монтажу стальных и железобетонных конструкций на сооружении Байкало-Амурской магистрали. В 1992 году начал работу в Коломенской территориальной фирме «Мостоотряд-125» (филиале ПАО «Мостотрест»), где возглавил бригаду, которой руководит до сих пор.
Принял участие в возведении многих мостов и путепроводов, при строительстве которых его бригадой не допущено ни одного случая брака в работе. Особое внимание привлекла работа бригады Зайкова над автомобильной и железнодорожной частями Крымского моста через Керченский пролив, первая из которых была закончена с опережением срока, а вторая — точно в срок.

## Награды
- Звание «Герой Труда Российской Федерации» (16 марта 2020 года) — «за особые трудовые заслуги в строительстве Крымского моста»[4]. Медаль «Золотая звезда» вручена 18 марта 2020 года президентом Российской Федерации Владимиром Путиным на церемонии в музейно-выставочном комплексе «Константиновская батарея» в Севастополе[5][6].
- Памятная медаль президента Российской Федерации «За строительство Крымского моста» (2019 год), благодарность министра транспорта Российской Федерации (2011 год)[3].